# 高明乡 (安化县)
高明乡，是中华人民共和国湖南省益阳市安化县下辖的一个乡镇级行政单位。

## 行政区划
高明乡下辖以下地区：
高明铺村、石岩村、适龙村、司徒铺村、久安村、眉毛村、星庄村、阴山村、黑泥田村、驿头铺村、青丰村和同建村。